# إدميرية
الإدميرية (الاسم العلمي: Oedemerinae)، فُصيلة حشرات من غمديات الأجنحة وفصيلة الإدميريات. وتُعرف باسم خنافس لقاح التغذية.